# Harmandalı (Ortaköy)
Harmandalı, vroeger Harabendeli geheten, is een dorp in het meest noordelijke deel van het Turks district  Ortaköy in de provincie Aksaray. Het dorp ligt ongeveer 27 km ten noordwesten van de stad Ortaköy en 78 km ten noorden van de stad Aksaray.

## Bevolking
Op 31 december 2021 telde het dorp Harmandalı 1.078 inwoners, een daling van 17 personen (-1,56%) ten opzichte van 1.095 inwoners in 2020. De geslachtsverhouding is als volgt: van de 1.078 inwoners in 2021 waren er 504 man en 574 vrouw. In het dorp wonen grotendeels etnische (soennitische) Turken. Het aantal inwoners vertoont sinds 2000 een geleidelijk dalende trend als gevolg van emigratie naar grotere steden.
| Jaar     | 1935 | 1940 | 1950 | 1970  | 2000  | 2010  | 2015  | 2021  |
| -------- | ---- | ---- | ---- | ----- | ----- | ----- | ----- | ----- |
| Inwoners | 735  | 727  | 907  | 1.549 | 3.263 | 1.928 | 1.286 | 1.078 |